# Giętlewo
Giętlewo [pronunciación en polaco: /ɡʲɛnˈtlɛvɔ/] (en alemán: Güntlau) es un pueblo ubicado en el distrito administrativo de Gmina Ostróda, dentro del Condado de Ostróda, Voivodato de Varmia y Masuria, en Polonia del norte. Se encuentra aproximadamente a 19 kilómetros al sur de Ostróda y a 44 kilómetros al suroeste de la capital regional Olsztyn.